# Еберхард II (граф на Вюртемберг)
Еберхард II (на немски: Eberhard II, „der Rauschebart“, „der Greiner“, d. h. „Zänker“, * сл. 1315, † 15 март 1392 в Щутгарт) е от 1344 до 1392 г. граф на Вюртемберг.
Той е син и наследник на граф Улрих III († 11 юли 1344) и съпругата му Софи фон Пфирт († 25 март 1344), дъщеря на граф Теобалд фон Пфирт († 1311/1316) и на Катарина фон Клинген († 1296).
Той управлява до 1361 г. заедно с брат му Улрих IV. На 1 май 1362 г. Улрих оставя Еберхард да управлява сам.
Еберхард II се жени на 17 септември 1342 г. за графиня Елизабет фон Хенеберг-Шлойзинген (* 1319, † 30 март 1389). Двамата имат две деца:
- Улрих (* сл. 1340, † 23 август 1388 в битката при Дьофинген), баща на последника Еберхард III
- Софи (1343–1369), която става херцогиня на Лотарингия, ∞ на 16 декември 1361 г. в Щутгарт за херцог Жан I от Лотарингия (Дом Шатеноа).